# 北条司
北条司（日语： Hōjō Tsukasa，本名：北條 司，1959年3月5日—），出生於日本福岡縣小倉市（现北九州市），是一位主要擅長現代寫實故事的日本漫畫家，最著名的代表作為《貓眼三姐妹》與《城市獵人》。

## 簡歷
- 1979年，獲選集英社舉辦的第18回手塚賞入圍獎，得獎作品為《太空天使》（スペース・エンジェル）。同期的得獎者還有藤原神居與野部利雄。

- 1980年，以《貓眼三姐妹》正式出道，開始長達數年的連載創作。

- 1981年毕业于九州产业大学艺术系服装设计专业。凭长篇作品《猫眼三姐妹》成名，其后推出的《城市猎人》将其漫画事业推向高峰。

- 《城市猎人》结束后的几年里以创作中短篇漫画为主。《阳光少女》、全彩短篇“SPLASH!系列”等作品都是在这一阶段诞生。

- 1996年，为性别倒错为题材的长篇作品《非常家庭》在青年漫画杂志《ALL-MAN》上推出，作品以夸张诙谐的手法分析了时下敏感的社会问题。其间还用真人照片和电脑绘画结合，制作了全彩漫画短篇集《幸福的人》。

- 2001年，《天使心》(Angel Heart)在青年漫画周刊《Comic Bunch》5月创刊号上开始连载，作品沿用了《城市猎人》中的部分人物。

## 作品
- 《我是男子漢》（おれは男だ！）：1980年，短篇作品。
- 《三級刑事》（サード‧デカ）：1981年，短篇作品。
- 《貓眼三姐妹》（Cat's Eye）：1981年至1985年間連載。
- 《太空天使》（スペース　エンジェル）：1982年，以1979年時得獎作為基礎修改後刊出的短篇作品。
- 《城市獵人 - XYZ》（City Hunter - XYZ）：1983年，後來成為長篇連載故事的短篇作品。
- 《城市猎人 - 双刃剑》（City Hunter - ）：1984年，試驗性短篇的第二集，也確定了《城市獵人》系列的連載。
- 《城市獵人》（City Hunter）：1985年至1991年間連載，堪稱是北条司個人最受歡迎的系列作品。
- 《貓咪報恩記》（ネコまんま　おかわり）：1986年，短篇作品。
- 《天使的禮物》（天使の贈りもの）：1988年，短篇作品。
- 《計程車駕駛》（Taxi Driver）：1990年，短篇作品。
- 《家庭劇場》（ファミリー‧プロット）：1992年，短篇作品合集。
- 《少女的季節-夏日之夢》（少女の季節-サマードリーム）：1992年，短篇作品。
- 《櫻花盛開時》（桜の花咲くころ）：1993年，短篇作品。
- ：1993年至1994年間的中篇連載。
- 《Rash!!探長女神醫》（RASH!!）：1994年至1995年間的中篇連載。
- 《青空之盡頭-少年們的戰場》（蒼空の果て —少年たちの戦場—）：1995年，短篇作品。
- 《少年們的夏天~珍妮的樂章~》（~Melody of Jenny~）：1995年，短篇作品。
- 《美國夢》（American Dream）：1995年，短篇作品。
- 《非常家庭》（F.Compo）：1996年至2000年長篇連載。
- 《鹦鹉-幸福的人》（Parrot~幸福の人~）：1997年6月，漫畫與電腦繪圖作品的短篇合集。
- 《天使心》（Angel Heart）：由2001年連載至2010年，長篇漫畫作品，以《城市獵人》主要人物為基礎設定，故事內容與其為平行時空的新作。
- 《天使心 2nd Season》（エンジェル・ハート 2ndシーズン）：由2010年12月至2017年5月25日連載的長篇，故事延續《天使心》，主要是為了配合連載的雜誌變更所作的切換。
- 《CAT's 愛（日语：キャッツ・愛）》：《Cat's Eye》的續集，由北条司擔任原作，作畫由阿佐維信（日语：阿佐維シン）負責。

## 外部連結
- 北條司官方網站（日語）
- （页面存档备份，存于） （日語）
- 株式會社Coamix官方網站（页面存档备份，存于） （日語）
- 株式會社North Stars Pictures官方網站（页面存档备份，存于） （日語）
- 北條司官方的X（前Twitter） （日語）